# Stenellipsis sericans
Stenellipsis sericans är en skalbaggsart som beskrevs av Stefan von Breuning 1940. Stenellipsis sericans ingår i släktet Stenellipsis och familjen långhorningar. Inga underarter finns listade i Catalogue of Life.